# Sisarahili I
Sisarahili I is een bestuurslaag in het regentschap Nias Barat van de provincie Noord-Sumatra, Indonesië. Sisarahili I telt 1454 inwoners (volkstelling 2010).